# Petroglify

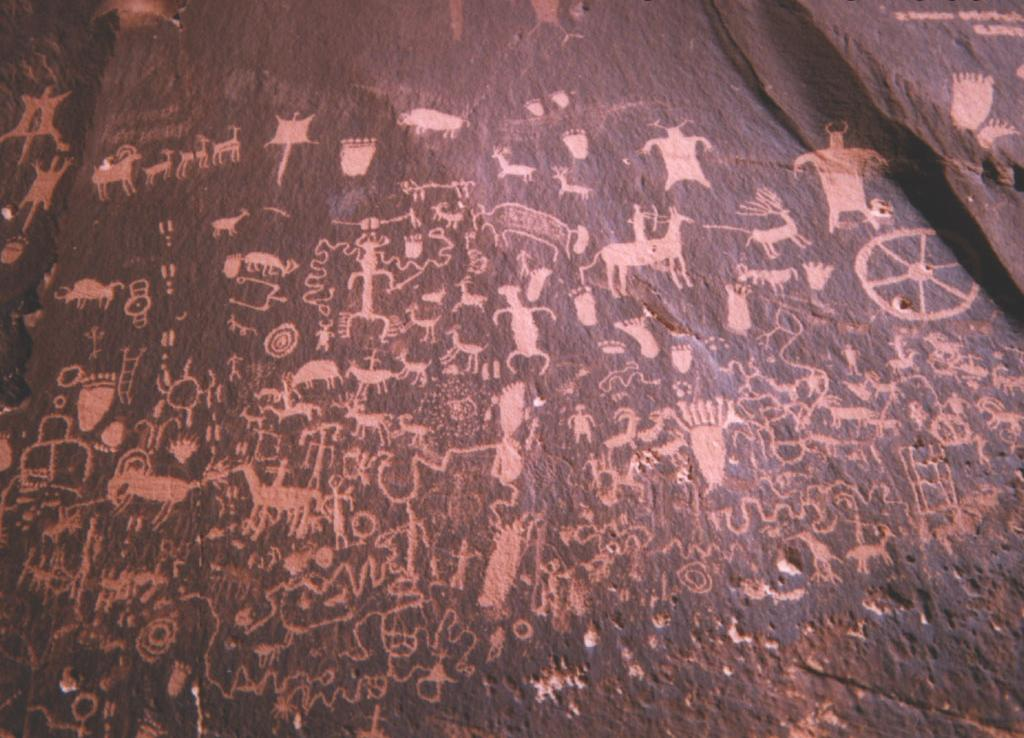
Petroglify na Newspaper Rock State Historic Monument, południowy Utah, USA

Petroglify – wyryte w skale rysunki, na ogół prehistoryczne dzieła ludzi z ery neolitycznej. Są one ważną formą przedliterackich symboli, używanych od około 10. tysiąclecia p.n.e. do czasów współczesnych, mających różnorodne formy zależnie od czasu i miejsca powstania. Słowo petroglif pochodzi z greki, w której πέτρος (petros) oznacza skała, a γλύφειν (glyphein) to wyryć (ich złożenie zostało zaadaptowane pierwotnie w języku francuskim, jako pétroglyphe).
Petroglifu nie należy mylić z piktogramem, który jest jedynie namalowany  na skale (a nie: wyryty), chociaż obydwa można zaliczyć do szerszej kategorii sztuki naskalnej. Petroformy, lub wzory i kształty znajdujące się na wielu dużych skałach i skupiskach głazów to również całkiem co innego.

## Historia

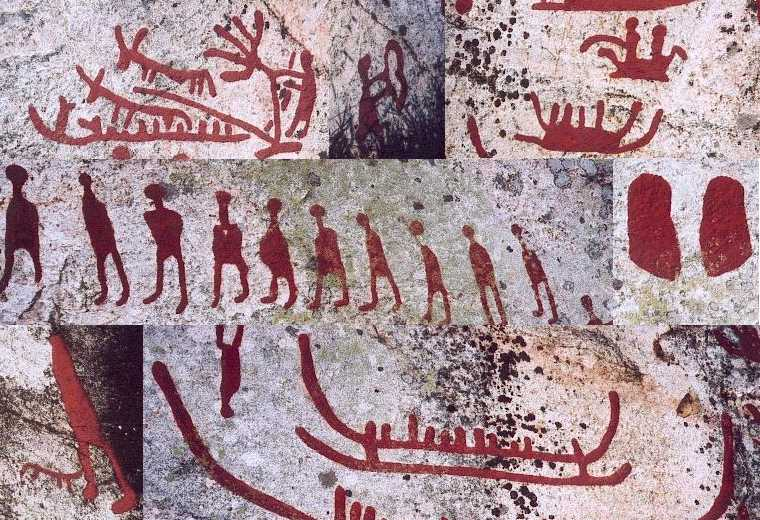
Kompozycja obrazów petroglificznych ze Skandynawii (Häljesta, Västmanland w Szwecji). Nordycka epoka brązu. Wyryte linie pomalowano, by były lepiej widoczne.

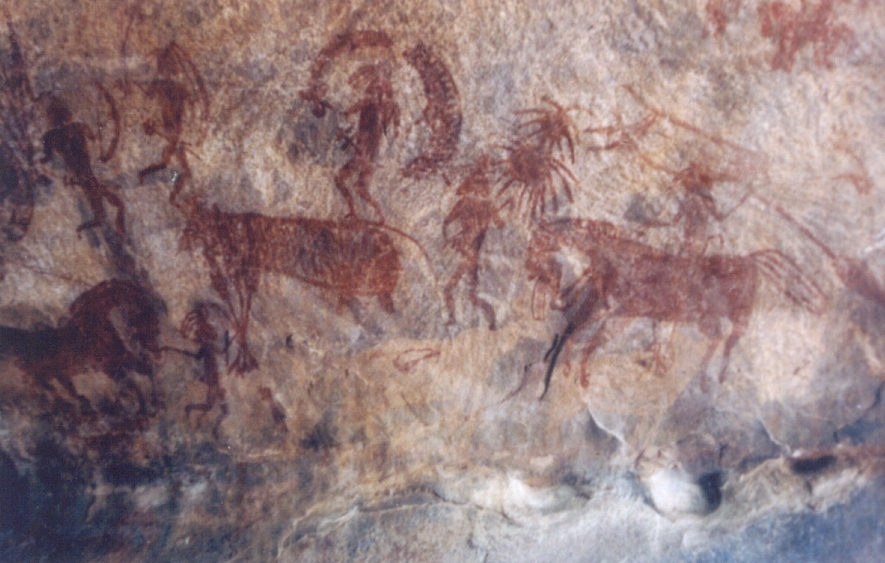
Znalezisko z ustronia skalnego Bhimbetka, Indie

Najstarsze petroglify pochodzą z okresu neolitu i późnego górnego paleolitu, mają 10–12 tys. lat. Około 7–9 tysięcy lat temu pojawiły się inne systemy zapisu symboli, takie jak piktogramy i ideogramy. Jednakże petroglify nadal były powszechnie używane, a niektóre mniej zaawansowane społeczeństwa używały ich znacznie później, nawet już po nawiązaniu kontaktu z cywilizacją europejską, aż po XX w. 
Petroglify znajdowano na wszystkich kontynentach z wyjątkiem Antarktydy, a duże ich skupiska znajdują się w różnych miejscach Afryki, Skandynawii, Syberii, południowo-wschodniej części Ameryki Północnej i w Australii.

## Interpretacja
Symbolika petroglifów miała zapewne głębokie znaczenie kulturowe i religijne dla tworzących je społeczeństw, w wielu przypadkach znaczenie to znane jest ich współczesnym następcom. Wiele petroglifów miało w zamyśle ich twórców przedstawiać nie całkiem jeszcze zrozumiałe aspekty języka symboli lub rytuałów religijnych. Późniejsze płaskorzeźby z nordyckiej epoki brązu znalezione w Skandynawii wydają się wyznaczać granice terytorialne między plemionami, niezależnie od ich znaczenia religijnego. Występują też różnice, odpowiadające lokalnym czy regionalnym dialektom, właściwym  dla ludzi o wspólnym pochodzeniu bądź miejscu zamieszkania. Inskrypcje syberyjskie wyglądają niemal jak wczesne formy pisma runicznego, jednakże naukowcy nie dopatrzyli się tu powiązań. Ich symbolika nie jest jeszcze dobrze zbadana.
Niektórzy badacze zauważają podobieństwa między stylami petroglifów występujących na różnych kontynentach, podczas gdy oczekiwano raczej czerpania inspiracji z otoczenia, co jest trudne do pogodzenia z podobieństwem stylów. To może być czymś więcej niż przypadkiem, i sugerować istnienie pewnych społeczności, które migrowały daleko poza miejsce pierwotnego pochodzenia, bądź też inne wspólne pochodzenie motywów petroglificznych. W 1853 roku George Tate w korespondencji z Johnem Collingwoodem Bruce'em zgodził się z nim, iż "inskrypcje te mają wspólne pochodzenie, i posiadają znaczenie symboliczne, reprezentując pewne popularne motywy". Tworząc katalog szkockich form "sztuki naskalnej", Roland Morris wyliczył 104 różne teorie ich interpretacji. 
Inne, bardziej kontrowersyjne wyjaśnienia bazują głównie na studiach psychologicznych Junga oraz  wyobrażeniach Mircea Eliade. Zgodnie z tymi teoriami, możliwe są podobieństwa między petroglifami (i innymi atawistycznymi czy archetypowymi symbolami) pochodzącymi z różnych kontynentów jako rezultat uwarunkowanej genetycznie struktury ludzkiego mózgu.

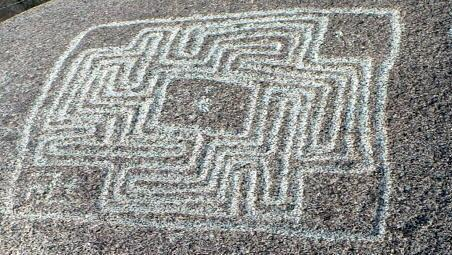
Petroglif z Hemet, Kalifornia

Jeszcze inne wyjaśnienie głosi, iż petroglify były dziełami szamanów  wykonywanymi w zmienionych stanach świadomości, przypuszczalnie po zażyciu naturalnych środków psychotropowych czy halucynogennych pochodzenia roślinnego lub zwierzęcego. Wiele wzorów geometrycznych (znanych jako "stałe formy") występujących w petroglifach i malunkach naskalnych pojawia się też podczas "zawirowań świadomości"  w ludzkim mózgu spowodowanych zażyciem narkotyków, przy migrenie i innych zaburzeniach jako halucynacje.
Sugerowano występowanie powiązania między szamanizmem a sztuką naskalną u Buszmenów z pustyni Kalahari, co było badane przez Rock Art Research Institute (RARI) z Uniwersytetu Witwatersrand. Chociaż obecnie w sztuce plemienia San dominuje malarstwo, przypuszcza się, iż we wcześniejszych okresach mogli oni wykonywać i inne formy sztuki naskalnej, w tym także petroglify. Cytat ze strony internetowej Uniwersytetu Witwatersrand:
Na podstawie wiedzy o wierzeniach plemienia San, badacze wykazali iż sztuka jest fundamentalną częścią życia religijnego autorów malunków z tego plemienia. Sztuka przenosi elementy świata Sanów na naskalny malunek: inny świat zamieszkany przez byty duchowe, do którego wędrują przybierający zwierzęce formy tancerze, i z którego ludzie będąc w stanie ekstazy mogą czerpać moc i przenosić ją do naszego świata by uzdrawiać, sprowadzać deszcze, i ustanawiać własne zasady.
Wnioski te nie znalazły jednak potwierdzenia w badaniach innych ośrodków naukowych czy uniwersyteckich.

### Kontrowersje wokół petroglifów z Wirginii Zachodniej
Wokół petroglifów z Wirginii Zachodniej wart odnotowania spór rozgorzał w latach 80. XX w. Barry Fell, emerytowany profesor biologii morskiej z Uniwersytetu Harvarda opublikował w roku 1983 artykuł, w którym opisał w jaki sposób on zinterpretował petroglify z kilku miejsc na południu Zachodniej Wirginii jako zapisane staroceltyckim pismem ogam pochodzenia irlandzkiego, używanym w VI-VIII wieku n.e., które rzekomo wyjaśniały szczegółowo kwestię narodzin Jezusa Chrystusa.  
Fell jest znany z forsowania teorii o wyprawach Irlandczyków, Iberyjczyków, Libijczyków i Egipcjan do Ameryki Północnej w okresie między 2500 a 2000 lat temu.
W rzeczywistości metoda Fella polegała na arbitralnym grupowaniu znaków, i odgórnym przyjęciu ich interpretacji jako zapisanych pismem ogam jako jedynej możliwej. Dodawał też samogłoski i pionowe linie podziału tam, gdzie uważał je za potrzebne. To pozwalało mu decydować, którą z trzech możliwych interpretacji każdego rytu przyjąć. Praca Fella została zdemaskowana przez językoznawców i archeologów z kilku krajów, którzy stwierdzili że Fell jest zbyt głupi i leniwy, by czytać jego pracę, to zwykły ignorant.   

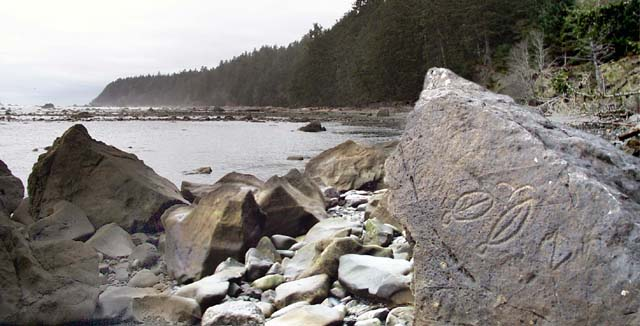
Petroglif z Wedding Rocks

Nawet ci, którzy zgadzali się z interpretacją petroglifów dokonaną przez Fella, jako zapisanych pismem ogamicznym, kwestionowali jego przekład. Edo Nyland sądzi, że "inskrypcje" znad Horse Creek są zapisane w języku baskijskim i tłumaczy je całkiem odmiennie, jako opis polowania na bizony. Dla porównania, ten sam fragment inskrypcji w tłumaczeniu Fella brzmi: Szczęśliwą porą jest Boże Narodzenie, czasem radości i dobroci dla wszystkich ludzi, Nyland zaś przełożył go jako: Stado osiągało wielkie rozmiary (w razie potrzeby), gdyż wiele tych co wpadły do wąwozu opierało się, oczywiście łamiąc przy tym nogi. Bracia, przybądźcie i pomóżcie rzeźnikom je wykończyć.
Każda interpretacja jest tak odmienna, że wszystkie powinny być traktowane z ogromną ostrożnością. Niestety, interpretacja Fella spowodowała rozpowszechnienie się teorii o zapisie ogamicznym wielu rytów i malowideł naskalnych z różnych miejsc w całej Ameryce.

## Lista miejsc występowania petroglifów

### Afryka
- Bidzar, Kamerun
- Bambari, Lengo i Bangassou na południu i Bwale na zachodzie Republiki Środkowoafrykańskiej
- Dolina rzeki Kouilou w Kongu, 250 km na południowy zachód od Brazzaville
- Dolina rzeki Ogooue, Gabon
- Tadrart Akakus, Libia
- Dżabal al-Uwajnat, Libia
- Twyfelfontein, Namibia
- Naturalnych rozmiarów petroglif przedstawiający żyrafę w Dabous Rock, Góry Aïr, Niger
- Tasili Wan Ahdżar, Algieria
- Tsodilo, Botswana

### Azja i Pacyfik
- Bhimbetka, Indie

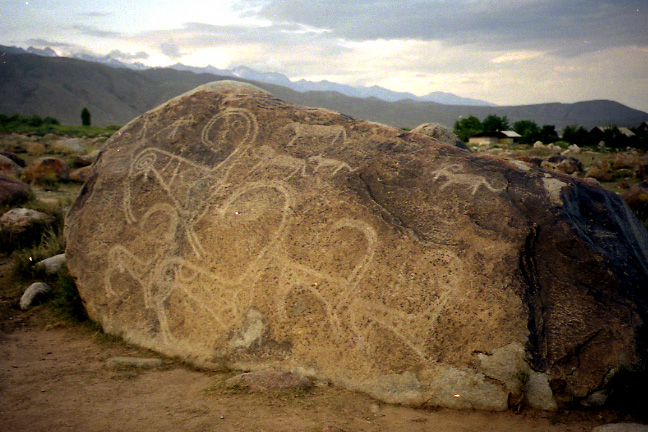
Petroglify z Cholpon-Ata w Kirgistanie

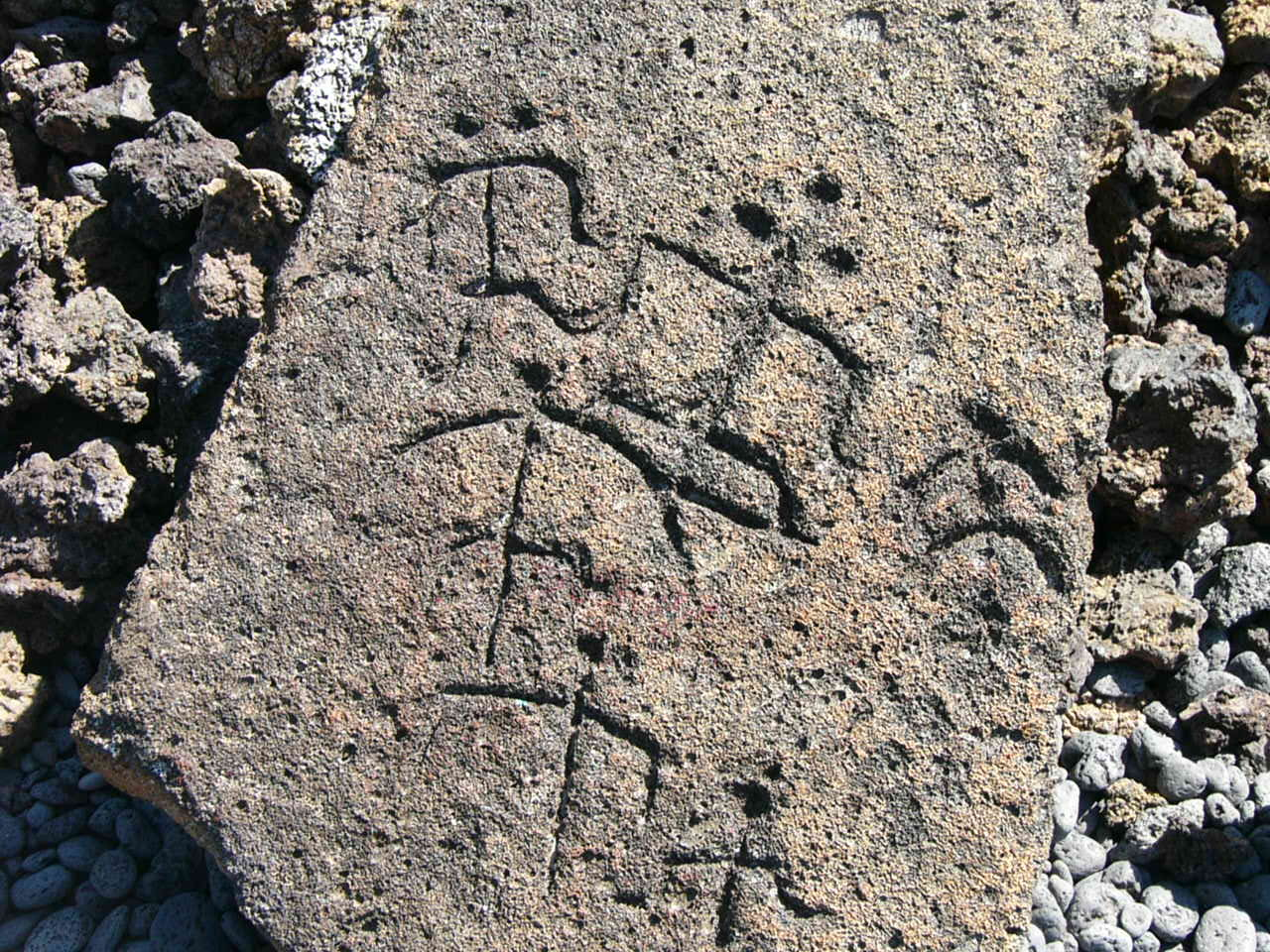
Petroglify z Hawaii, Hawaje, USA

- Terytoria Północne, sztuka naskalna, Pakistan
- Dampier, Australia Zachodnia
- Ziemia Arnhema / Park Narodowy Kakadu, Północna Australia
- Osiem miejsc w Hongkongu: wyspa Tung Lung Chau, wyspa Kau Sai Chau, wyspa Po Toi, wyspa Cheung Chau, Shek Pik na wyspie Lantau, Wong Chuk Hang i Big Wave Bay na wyspie Hongkong, Lung Ha Wan na wyspie Sai Kung
- Chumysz, Kazachstan, niedaleko Biszkeku (stolicy sąsiedniego Kirgistanu)
- Kilka miejsc w Kirgistanie, głównie w górach Tienszan: Czołpon-Ata, w dolinie Talas, Sjamaljatasz, oraz na skale zwanej „Tron Sułtana” w Osz, w Kotlinie Fergańskiej
- Petroglify Angono z Rizal, Filipiny
- Hawaii (główna wyspa).
- Mongolia, Ałtaj i Gobi[2].

### Ameryka Południowa
- Cumbe Mayo, Peru

### Ameryka Północna
- Park Narodowy Arches, Utah
- Park Narodowy Capitol Reef, Utah

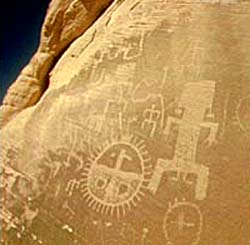
Petroglify z kanionu Bryce, USA

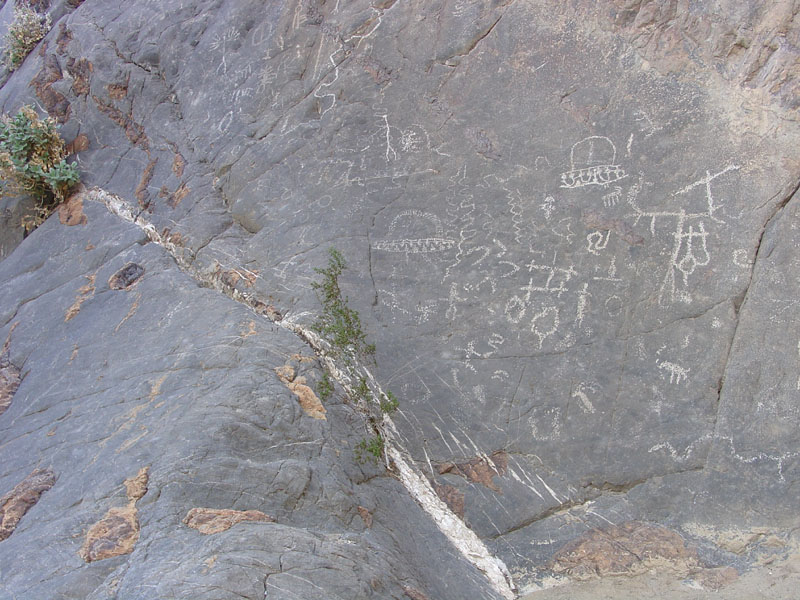
Petroglify z Marble Canyon, Death Valley, USA

- Park Narodowy Doliny Śmierci, Kalifornia
- Dinosaur National Monument, Kolorado i Utah
- Rezerwat Horsethief Lake State, Waszyngton
- Jeffers Petroglyphs, Minnesota
- Park Narodowy Kejimkujik, Nowa Szkocja
- Monument Narodowy Lava Beds, Tule Lake, Kalifornia
- Monument historyczny Newspaper Rock State, Utah
- Park Stanowy Petit Jean, Arkansas
- Park Narodowy Skamieniałego Lasu
- Petroglyph National Monument
- Petroglyphs Provincial Park, na północ od Peterborough
- Petroglyph Provincial Park, Nanaimo, Kolumbia Brytyjska, Kanada Strona parku
- Park Narodowy Sloan Canyon, Nevada
- Park Narodowy South Mountain, Arizona
- Three Rivers Petroglyphs, Nowy Meksyk Zdjęcia
- Ryty z Wirginii Zachodniej
- Writing Rock State Historical Site, Dakota Północna
- Park Narodowy Writing-on-Stone, na wschód od Milk River, Alberta
- Sedona, Arizona
- Park Narodowy White Tank Mountain, Waddel

### Europa

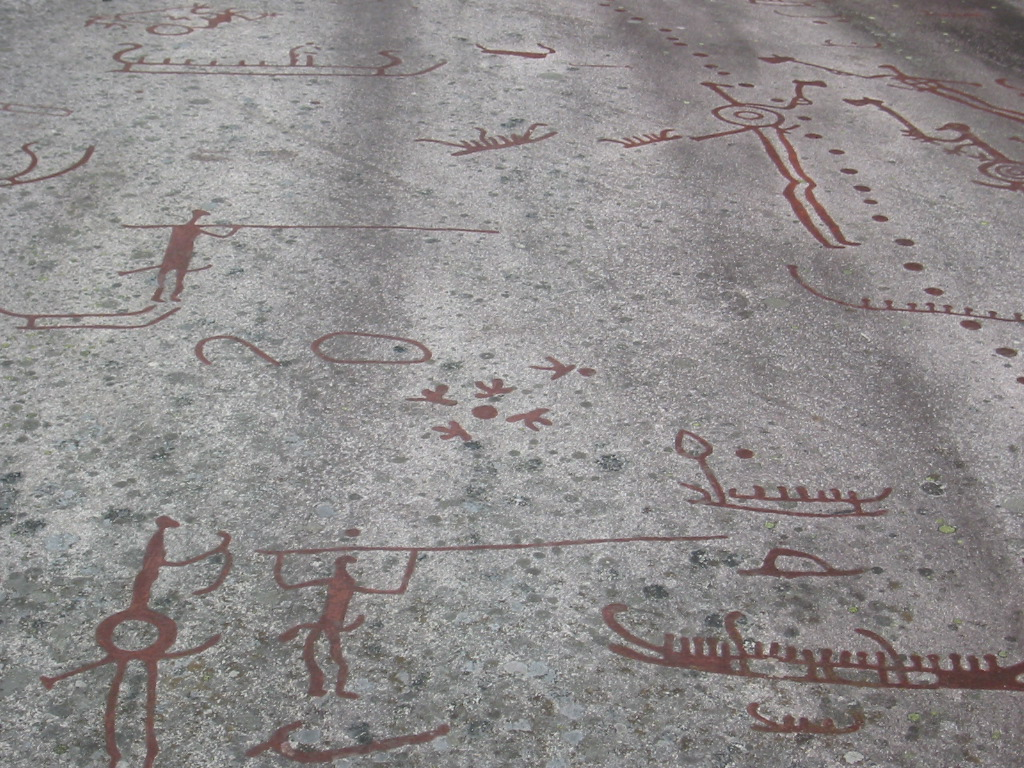
Ryty skalne z Tanum, Szwecja

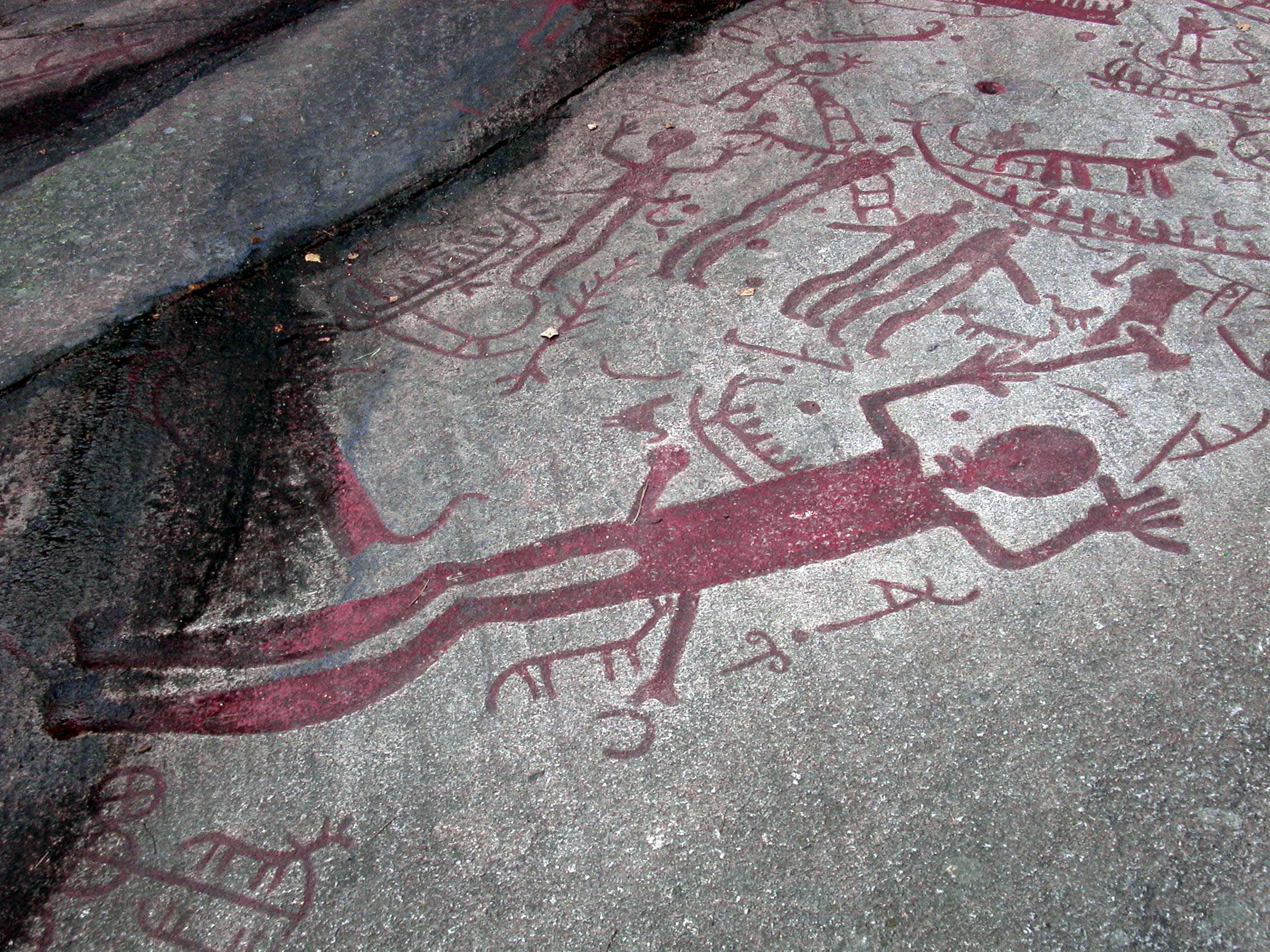
Petroglif „Szewc” z Brastad, Szwecja

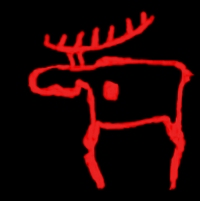
Petroglif z Finlandii

- Northumberland, hrabstwo Durham, i North Yorkshire, Anglia
- Petroglify z Tanumshede, wpisane na Listę światowego dziedzictwa UNESCO, Szwecja
- Rysunki naskalne z Alty, wpisane na listę światowego dziedzictwa UNESCO, Norwegia
- Møllerstufossen, Norwegia
- Ryty skalne w centralnej Norwegii
- Park Narodowy Mercantour, Francja
- Newgrange, Irlandia
- Stela z Bagnolo, Włochy
- Stela kamienna na Ukrainie
- Val Camonica, Włochy
- Vale do Côa, Portugalia
- Petroglify nad jeziorem Onega i Morzem Białym, wpisane na listę światowego dziedzictwa UNESCO, Karelia (Rosja)

### Bliski Wschód
- Wadi Rum, Jordania
- Wadi Fajnan, Jordania
- „Graffiti Rocks”, ok. 110 km na północny zachód od Rijadu przy autostradzie do Mekki
- Petroglify w prowincji Ha'il w Arabii Saudyjskiej, wpisane na listę światowego dziedzictwa UNESCO.

## Publikacje o petroglifach
W języku angielskim:
- Beckensall, Stan and Laurie, Tim, Prehistoric Rock Art of County Durham, Swaledale and Wensleydale, County Durham Books, 1998 ISBN 1-897585-45-4
- Beckensall, Stan, Prehistoric Rock Art in Northumberland, Tempus Publishing, 2001 
ISBN 0-7524-1945-5
- Ronald Morris, The Prehistoric Rock Art of Galloway and The Isle of Man (ISBN 0717309758, Blandford Press 1979)

W języku polskim:
- Andrzej Rozwadowski "Indoirańczycy - sztuka i mitologia. Petroglify Azji Środkowej". Wydawnictwo Naukowe Uniwersytetu im. Adama Mickiewicza. ISBN 83-232-1178-7